# Ioan Moldovan (politician)
Ioan Moldovan este un deputat român în legislatura 2012-2016, ales în județul Cluj pe listele partidului PP-DD. Anterior a fost viceprimar al municipiului Câmpia Turzii din parte PDL.